# Landåsbygda
Landåsbygda este o localitate din comuna Søndre Land, provincia Oppland, Norvegia.